# Lockheed AH-56 Cheyenne
Lockheed AH-56 Cheyenne je bil enomotorni jurišni helikopter, ki ga je razvilo podjetje Lockheed za Ameriško kopensko vojsko. AH-56 je bil po zasnovi žirodin helikopter, poleg štirikrakega glavnega rotorja je imel še trikraki potisni propeler za večjo potovalno hitrost. Pri straneh je imel tudi manjša krila, ki so prispevala del vzgona med letom naprej.

## Specifikacije (AH-56A)
Podatki iz Jane's Aircraft WarbirdTech AH-56A
Splošne karakteristike
- Posadka: 2, pilot in operater za orožje
- Dolžina: 54 ft 8 in (16,66 m)
- Premer rotorja: 51 ft 3 in (15,62 m)
- Višina: 13 ft 8,5 in (4,18 m)
- Teža praznega letala: 12215 lb (5540 kg)
- Naložena teža: 18300 lb (8300 kg)
- Maks. vzletna teža: 25880 lb (11740 kg)
- Pogon letala: 1 ×  turbogredni General Electric T64-GE-16, 3925 KM (2930 kW)
- Rotor: 4-kraki glavni rotor, 4-kraki na repnem, 3-kraki potisni propeler

 Zmogljivost 
- Maks. hitrost: 212 vozlov (244 mph, 393 km/h)
- Potovalna hitrost: 195 vozlov (225 mph, 362 km/h)
- Doseg: 1063 nmi (1225 mi, 1971 km)
- Višina leta: 20000 ft (6100 m)
- Hitrost vzpenjanja: 3000 ft/min (15,23 m/s)

Oborožitev

- Strelno orožje:

1 × M129 40 mm (1.57 in) izstreljevalec raket ali  XM196 7,62x51 mm strojnica;
1 × XM140 30 mm (1.18 in) top
- Nosilci za orožje: 6
- Rakete: 2.75 in (70 mm) FFA rockets
- Izstrelki: BGM-71 TOW protitankovske rakete